# Dewangiri
Dewangiri è un quartiere della città di Deothang, che rientra nel distretto di Samdrup Jongkhar, in Bhutan.

## Storia

### Epoca moderna
Dewangiri era una parte del distretto di Kamrup, in India, che fu ceduta al Bhutan nel 1951 in seguito agli accordi Indo-Bhutan dell'8 agosto 1949 dove l'India restituì la terra di Deothang (compreso Dewangiri), oggetto di parte durante la guerra del Duar.
Era utilizzato per scopi rurali dagli abitanti bhutanesi per un sussiduo annuale all'India di 50.000 rupie, prima di essere ceduto definitivamente al Bhutan.